# Resolutie 383 Veiligheidsraad Verenigde Naties
Resolutie 383 van de Veiligheidsraad van de Verenigde Naties werd op 13 december 1975 goedgekeurd door veertien leden. Enkel China nam niet deel aan de stemming.

## Achtergrond
In 1964 werd met resolutie 186 de UNFICYP-vredesmacht opgericht en gestationeerd op Cyprus. Jaren later waren de spanningen tussen de Griekse en Turkse bevolkingsgroep op het eiland nog steeds hoog en was de vredesmacht na telkens opnieuw te worden verlengd nog steeds aanwezig.

## Inhoud
De Veiligheidsraad:
- Maakt uit het rapport van de Secretaris-Generaal op dat de aanwezigheid van de VN-vredesmacht onder de huidige omstandigheden nodig blijft.
- Maakt er verder de omstandigheden op het eiland uit op.
- Maakt er verder uit op dat het verderzetten van de gesprekken de beste manier is om tot een akkoord te komen.
- Merkt ook op dat de partijen het eens zijn om de vredesmacht met zes maanden te verlengen.
- Merkt op dat de overheid van Cyprus akkoord is om de vredesmacht na 15 december te behouden.
- Neemt akte van resolutie 3395 (XXX) van de Algemene Vergadering die op dringende inspanningen aandrong om resolutie 3212 (XXIX) uit te voeren.

1. Herbevestigt resolutie 186 uit 1964 en de daaropvolgende resoluties.
2. Herbevestigt de resoluties 365 en 367 en roept op deze uit te voeren.
3. Dringt bij de betrokkenen aan op terughoudendheid.
4. Verlengt nogmaals de VN-vredesmacht tot 15 juni 1976.
5. Doet nog eens een oproep aan de partijen om samen te werken met de vredesmacht.
6. Vraagt de Secretaris-Generaal zijn missie voort te zetten, de Raad op de hoogte te houden van de vooruitgang en tegen 31 maart 1976 te rapporteren.

## Verwante resoluties
- Resolutie 367 Veiligheidsraad Verenigde Naties
- Resolutie 370 Veiligheidsraad Verenigde Naties
- Resolutie 391 Veiligheidsraad Verenigde Naties
- Resolutie 395 Veiligheidsraad Verenigde Naties

Lijst ·  367 ·  368 ·  369 ·  370 ·  371 ·  372 ·  373 ·  374 ·  375 ·  376 ·  377 ·  378 ·  379 ·  380 ·  381 ·  382 ·  383 ·  384